# Tampa International Airport
Tampa International Airport is een vliegveld 10 km ten westen van het centrum van de stad Tampa in de Amerikaanse staat Florida. In 2012 verwerkte de luchthaven 16.732.051 passagiers.
De luchthaven heeft 4 terminals met in totaal 62 gates.
- Airside A - gates 1-12, 14-18
- Airside C - gates 30-45
- Airside E - gates 62-75
- Airside F - gates 76-90

## Topbestemmingen
| Plaats | Stad                  | Passagiers | Maatschappij             |
| ------ | --------------------- | ---------- | ------------------------ |
| 1      | Atlanta, GA           | 970,000    | AirTran, Delta           |
| 2      | Charlotte, NC         | 381,000    | US Airways               |
| 3      | Philadelphia, PA      | 326,000    | Southwest, US Airways    |
| 4      | Dallas/Fort Worth, TX | 325,000    | American, Spirit         |
| 5      | Baltimore, MD         | 306,000    | Southwest                |
| 6      | Newark, NJ            | 302,000    | JetBlue, United          |
| 7      | New York, NY (JFK)    | 299,000    | American, Delta, JetBlue |
| 8      | Chicago, IL (ORD)     | 293,000    | American, Sprit, United  |
| 9      | Detroit, MI           | 285,000    | Delta, Spirit            |
| 10     | New York, NY (LGA)    | 242,000    | Delta, JetBlue           |